# Dingle Nunatak
Dingle Nunatak är en nunatak i Antarktis. Den ligger i Västantarktis. Argentina, Chile och Storbritannien gör anspråk på området. Toppen på Dingle Nunatak är 68 meter över havet.
Terrängen runt Dingle Nunatak är platt åt sydväst, men åt nordost är den kuperad. Havet är nära Dingle Nunatak åt sydväst. Trakten är obefolkad. Det finns inga samhällen i närheten.